# Museo internazionale della pesca a mosca Stanislao Kuckiewicz
Il Museo Internazionale della Pesca a Mosca Stanislao Kuckiewicz è un museo sportivo sito nei locali dell'ex Convento della Maddalena di Castel di Sangro (AQ).
Inaugurato il 24 settembre 2000, grazie ad un progetto della Scuola Italiana di Pesca a Mosca (S.I.M.) in collaborazione con il Comune di Castel di Sangro, Associazione Pescasportivi Sangro e la sezione di Castel di Sangro dell'ArcheoClub d'Italia, attualmente gode di una buona fama internazionale attirando molti visitatori.
Espone fotografie, documenti e attrezzature specializzate nella pesca a mosca.

## Ulteriori utilizzi dell'ex Convento della Maddalena
Nello stesso convento è ospitato anche il Museo civico Aufidenate, museo a carattere archeologico.
Un altro locale è dedicato a mostre temporanee, in continuo rinnovamento. Vi vengono esposti quadri, foto o quant'altro.